# Győr Sharks
I Győr Sharks sono una squadra di football americano di Győr, in Ungheria; fondati nel 2004, hanno vinto 3 titoli nazionali e una IFAF CEI Interleague.

## Dettaglio stagioni

### Amichevoli
| Stagione | Vin | Par | Per | Tot | PF  | PS  | avversaria                                              |
| -------- | --- | --- | --- | --- | --- | --- | ------------------------------------------------------- |
| 2005     | 1   | 1   | 2   | 4   | 96  | 65  | Budapest Wolves, Debrecen Gladiators, Uzhgorod Warriors |
| 2006     | 1   | 0   | 2   | 3   | 60  | 69  | Debrecen Gladiators, Styrian Stallions, Vienna Knights  |
| Totale   | 2   | 1   | 4   | 7   | 156 | 134 |                                                         |

### Tornei nazionali

#### Campionato

##### MAFL/Divízió I (primo livello)/HFL
| Stagione | regular season | regular season | regular season | regular season | regular season | regular season | playoff | playoff | playoff | playoff | playoff | playoff        | playoff              |
|          | Vin            | Par            | Per            | Tot            | PF             | PS             | Vin     | Per     | Tot     | PF      | PS      | risultato      | avversaria           |
| -------- | -------------- | -------------- | -------------- | -------------- | -------------- | -------------- | ------- | ------- | ------- | ------- | ------- | -------------- | -------------------- |
| 2005     | 2              | 0              | 1              | 3              | 120            | 87             | 0       | 1       | 1       | 27      | 34      | Semifinale     | Debrecen Gladiators  |
| 2006     | 3              | 0              | 0              | 3              | 164            | 38             | 2       | 0       | 2       | 36      | 27      | Campioni       | Debrecen Gladiators  |
| 2007     | 4              | 0              | 0              | 4              | 134            | 67             | 1       | 1       | 2       | 84      | 18      | Campioni       | Debrecen Gladiators  |
| 2008     | 3              | 0              | 2              | 5              | 215            | 76             | 0       | 1       | 1       | 30      | 48      | Semifinale     | Budapest Cowboys     |
| 2009     | 2              | 0              | 2              | 4              | 115            | 57             | 1       | 1       | 2       | 35      | 36      | Hungarian Bowl | Budapest Wolves      |
| 2012     | 0              | 0              | 3              | 3              | 34             | 116            | -       | -       | -       | -       | -       | -              | -                    |
| 2013     | 2              | 0              | 2              | 4              | 132            | 124            | -       | -       | -       | -       | -       | -              | -                    |
| 2014     | 0              | 0              | 6              | 6              | 87             | 241            | -       | -       | -       | -       | -       | -              | -                    |
| 2015     | 2              | 0              | 4              | 6              | 166            | 226            | -       | -       | -       | -       | -       | -              | -                    |
| 2016     | 1              | 0              | 4              | 5              | 118            | 145            | -       | -       | -       | -       | -       | -              | -                    |
| 2017     | 1              | 0              | 4              | 5              | 101            | 148            | -       | -       | -       | -       | -       | -              | -                    |
| 2018     | 2              | 0              | 5              | 7              | 68             | 178            | -       | -       | -       | -       | -       | -              | -                    |
| 2019     | 1              | 0              | 4              | 5              | 85             | 161            | 0       | 1       | 1       | 0       | 32      | Wild Card      | Kiev Capitals        |
| 2020     | 3              | 0              | 0              | 3              | 94             | 48             | 1       | 0       | 1       | 32      | 13      | Campioni       | Szombathely Crushers |
| 2021     | 2              | 0              | 3              | 5              | 104            | 130            | -       | -       | -       | -       | -       | -              | -                    |
| 2022     | 1              | 0              | 3              | 4              | 79             | 112            | -       | -       | -       | -       | -       | -              | -                    |
| 2024     | 1              | 0              | 4              | 5              | 81             | 103            | -       | -       | -       | -       | -       | -              | -                    |
| Totale   | 30             | 0              | 47             | 77             | 1897           | 2097           | 6       | 4       | 10      | 244     | 208     |                |                      |

Fonti: Enciclopedia del Football - A cura di Massimo Mezzetti

##### Fall Bowl
| Stagione | regular season | regular season | regular season | regular season | regular season | regular season | playoff | playoff | playoff | playoff | playoff | playoff      | playoff          |
|          | Vin            | Par            | Per            | Tot            | PF             | PS             | Vin     | Per     | Tot     | PF      | PS      | risultato    | avversaria       |
| -------- | -------------- | -------------- | -------------- | -------------- | -------------- | -------------- | ------- | ------- | ------- | ------- | ------- | ------------ | ---------------- |
| 2011     | 1              | 0              | 2              | 3              | 63             | 62             | 0       | 1       | 1       | 14      | 19      | Quarto posto | Budapest Cowboys |
| Totale   | 1              | 0              | 2              | 3              | 63             | 62             | 0       | 1       | 1       | 14      | 19      |              |                  |

Fonti: Enciclopedia del Football - A cura di Massimo Mezzetti

##### Divízió I (secondo livello)
| Stagione | regular season | regular season | regular season | regular season | regular season | regular season | playoff | playoff | playoff | playoff | playoff | playoff    | playoff         |
|          | Vin            | Par            | Per            | Tot            | PF             | PS             | Vin     | Per     | Tot     | PF      | PS      | risultato  | avversaria      |
| -------- | -------------- | -------------- | -------------- | -------------- | -------------- | -------------- | ------- | ------- | ------- | ------- | ------- | ---------- | --------------- |
| 2023     | 3              | 0              | 2              | 5              | 124            | 74             | 1       | 1       | 2       | 28      | 32      | Semifinale | Budapest Wolves |
| Totale   | 3              | 0              | 2              | 5              | 124            | 74             | 1       | 1       | 2       | 28      | 32      |            |                 |

Fonti: Enciclopedia del Football - A cura di Massimo Mezzetti

##### Divízió II
| Stagione | regular season | regular season | regular season | regular season | regular season | regular season | playoff | playoff | playoff | playoff | playoff | playoff   | playoff    |
|          | Vin            | Par            | Per            | Tot            | PF             | PS             | Vin     | Per     | Tot     | PF      | PS      | risultato | avversaria |
| -------- | -------------- | -------------- | -------------- | -------------- | -------------- | -------------- | ------- | ------- | ------- | ------- | ------- | --------- | ---------- |
| 2015     | 1              | 0              | 3              | 4              | 26             | 106            | -       | -       | -       | -       | -       | -         | -          |
| 2016     | 0              | 0              | 4              | 4              | 0              | 119            | -       | -       | -       | -       | -       | -         | -          |
| 2024     | 1              | 0              | 4              | 5              | 32             | 134            | -       | -       | -       | -       | -       | -         | -          |
| Totale   | 2              | 0              | 11             | 13             | 58             | 359            | -       | -       | -       | -       | -       |           |            |

Fonti: Enciclopedia del Football - A cura di Massimo Mezzetti

#### Coppa
| Stagione | regular season | regular season | regular season | regular season | regular season | regular season | playoff | playoff | playoff | playoff | playoff | playoff    | playoff             |
|          | Vin            | Par            | Per            | Tot            | PF             | PS             | Vin     | Per     | Tot     | PF      | PS      | risultato  | avversaria          |
| -------- | -------------- | -------------- | -------------- | -------------- | -------------- | -------------- | ------- | ------- | ------- | ------- | ------- | ---------- | ------------------- |
| 2006     | 2              | 0              | 0              | 2              | 138            | 7              | 0       | 1       | 1       | 21      | 37      | Semifinale | Debrecen Gladiators |
| Totale   | 2              | 0              | 0              | 2              | 138            | 7              | 0       | 1       | 1       | 21      | 37      |            |                     |

Fonti: Enciclopedia del Football - A cura di Massimo Mezzetti

### Tornei internazionali

#### EFAF Challenge Cup
| Stagione | regular season | regular season | regular season | regular season | regular season | regular season | playoff | playoff | playoff | playoff | playoff | playoff   | playoff            |
|          | Vin            | Par            | Per            | Tot            | PF             | PS             | Vin     | Per     | Tot     | PF      | PS      | risultato | avversaria         |
| -------- | -------------- | -------------- | -------------- | -------------- | -------------- | -------------- | ------- | ------- | ------- | ------- | ------- | --------- | ------------------ |
| 2009     | 3              | 0              | 0              | 3              | 140            | 45             | 1       | 1       | 2       | 42      | 35      | Finale    | Hogs Reggio Emilia |
| 2010     | 1              | 0              | 1              | 2              | 60             | 59             | -       | -       | -       | -       | -       | -         | -                  |
| Totale   | 4              | 0              | 1              | 5              | 200            | 104            | 1       | 1       | 2       | 42      | 35      |           |                    |

Fonti: Enciclopedia del Football - A cura di Massimo Mezzetti

#### IFAF CEI Interleague
| Stagione | regular season | regular season | regular season | regular season | regular season | regular season | playoff | playoff | playoff | playoff | playoff | playoff   | playoff          |
|          | Vin            | Par            | Per            | Tot            | PF             | PS             | Vin     | Per     | Tot     | PF      | PS      | risultato | avversaria       |
| -------- | -------------- | -------------- | -------------- | -------------- | -------------- | -------------- | ------- | ------- | ------- | ------- | ------- | --------- | ---------------- |
| 2011     | 4              | 0              | 0              | 4              | 132            | 39             | 1       | 0       | 1       | 27      | 21      | Campioni  | Pančevo Panthers |
| 2012     | 0              | 0              | 3              | 3              | 48             | 82             | -       | -       | 1       | -       | -       | -         | -                |
| Totale   | 4              | 0              | 3              | 74             | 180            | 121            | 1       | 0       | 1       | 27      | 21      |           |                  |

Fonti: Enciclopedia del Football - A cura di Massimo Mezzetti

### Riepilogo fasi finali disputate
| Anno             | Luogo     | Evento               | Fase del torneo      | Incontro                                | Risultato |
| 29 ottobre 2005  | Győr      | MAFL                 | Semifinale           | Győr Sharks - Debrecen Gladiators       | 27 - 34   |
| 1º luglio 2006   | Budapest  | MAFL                 | Hungarian Bowl       | Debrecen Gladiators - Győr Sharks       | 6 - 7     |
| 14 ottobre 2006  | Győr      | Blue Bowl            | Semifinale           | Győr White Sharks - Debrecen Gladiators | 21 - 37   |
| 12 luglio 2007   | Budapest  | Divízió I            | Hungarian Bowl       | Debrecen Gladiators - Győr Sharks       | 12 - 42   |
| 6 luglio 2008    |           | Divízió I            | Semifinale           | Budapest Cowboys - Győr Sharks          | 48 - 30   |
| 19 luglio 2009   | Scandiano | EFAF Challenge Cup   | Finale               | Hogs Reggio Emilia - Győr Sharks        | 35 - 7    |
| 7 novembre 2009  | Budapest  | Divízió I            | Hungarian Bowl       | Budapest Wolves - Győr Sharks           | 16 - 12   |
| 9 luglio 2011    |           | IFAF CEI Interleague | Finale               | Győr Sharks - Pančevo Panthers          | 27 - 21   |
| 6 novembre 2011  | Győr      | Fall Bowl            | Finale 3º - 4º posto | Győr Sharks - Budapest Cowboys          | 14 - 19   |
| 16 giugno 2019   |           | HFL                  | Wild Card            | Kiev Capitals - Győr Sharks             | 32 - 0    |
| 28 novembre 2020 | Nyúl      | Divízió I            | Pannon Bowl          | Győr Sharks - Szombathely Crushers      | 32 - 13   |
| 9 luglio 2023    | Budapest  | Divízió I            | Semifinale           | Budapest Wolves - Győr Sharks           | 26 - 0    |

## Palmarès
- 3 Hungarian Bowl (2006, 2007, 2020[6])
- 1 IFAF CEI Interleague (2011)